# Plaková metoda
Plaková metoda (metoda dvouvrstevného agaru) se používá v mikrobiologii ke stanovení počtu fágových částic, které jsou schopny tvořit plaky. Jedna plaka (používá se také tvar "ten plak") je vždy odvozena od jedné infekční částice.
fágové částice schopné tvořit plaky = plaque-forming units (angl.) = PFU (zkr.)
Postup stanovení počtu fágových částic se označuje jako titrace.

## Příklad

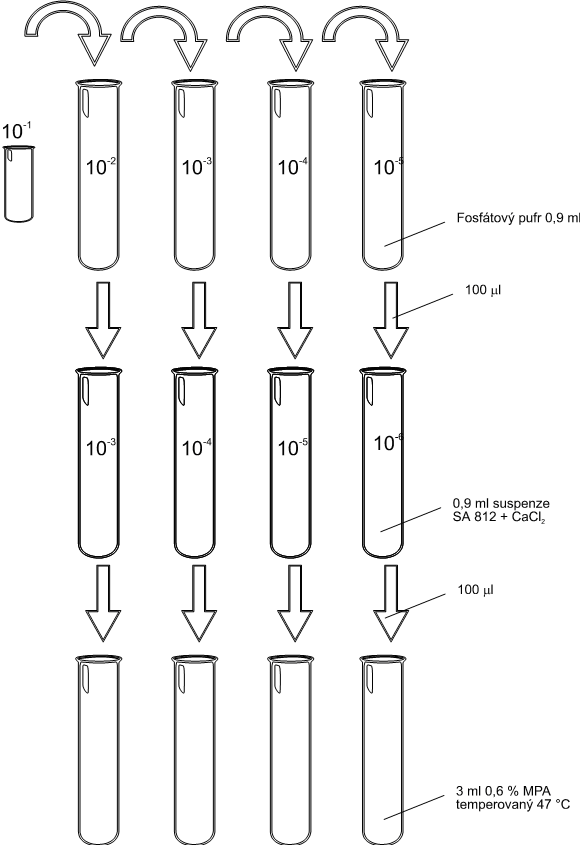
Schéma - příklad ředění pro stanovení počtu fágových částic v suspenzi

Stanovení počtu částic stafylokokového fága 812 ve fágovém lyzátu plakovou metodou
Příprava bakteriální suspenze:
Staphylococcus aureus SA 812 přeneseme bakteriální kličkou do 10 ml roztoku MPB (masopeptonový bujón) v Erlenmeyerově baňce a kultivujeme přes noc za aerace při 30 °C.
1 ml suspenze přeneseme do 50 ml MPB a kultivujeme 4 hod. za aerace při 35 °C.
K suspenzi přidáme 0,22% vodní roztok CaCl2 v poměru 1 ml CaCl2 : 9 ml suspenze. Inkubujeme 10 min.
Stanovení počtu fágových částic v lyzátu plakovou metodou:
Do čtyř zkumavek pipetujeme 0,9 ml fosfátového pufru. Do první zkumavky přidáme 100 μl
ředěné suspenze fága a protřepeme. Do druhé zkumavky přidáme 100 μl ředěné suspenze fága s pufrem z první zkumavky a protřepeme. Takto postupujeme až do 4. zkumavky.
Do čtyř zkumavek pipetujeme po 0,9 ml suspenze SA 812 s CaCl2.
Ze zřeďovací řady postupujeme od největšího zředění k nejmenšímu a přenášíme vždy 100 μl suspenze fága s pufrem do zkumavek se suspenzí SA 812 s CaCl2.
Další čtyři zkumavky (sterilní) předehřejeme na vodní lázni 47 °C.
Do těchto zkumavek sterilně napipetujeme po 3 ml 0,6% MPA rozvařeného na vodní lázni a uzavřeme víčkem (pro zachování sterility). Znovu dáme zkumavky temperovat na vodní lázeň 47 °C.
Připravíme si 4 Petriho misky s 0,8% MPA. Na boční stranu misek napíšeme centrofixem monogram a zředění.
Postupně pipetujeme od největšího zředění po 100 μl suspenze SA 812 s fágem do zkumavek s vytemperovaným 0,6% MPA, protřepeme a ihned nalijeme na agarovou plotnu do Petriho misek. Rozprostřeme po celém povrchu plotny a necháme ztuhnout. Obrácené dnem vzhůru umístíme do dalšího dne v termostatu při 37 °C.
Další den spočítáme plaky v jednotlivých Petriho miskách. Nakonec vypočteme počet PFU na 1 ml fágového lyzátu.
Rychlejší a efektivnější metoda:
Do skleněných zkumavek si připravíme po 2,5 ml 0,7% MPA (masopeptonový agar, v této koncentraci tzv. "měkký agar"), uzavřeme víčkem, vysterilizujeme autoklávováním a temperujeme na teplotu 45 °C. Do sady sterilních zkumavek (jejich počet závisí na nejvyšším požadovaném ředění fágového lyzátu, např. pro ředění až po 10−7 potřebujeme 7 zkumavek) napipetujeme po 900 μl MPB (může být i fosfátový pufr nebo fyziologický roztok) a do první zkumavky přeneseme 100 μl zásobního fágového lyzátu. Promícháme a přeneseme 100 μl z první zkumavky do druhé. Takto pokračujeme u všech zkumavek. Poté do předehřátého 0,7% MPA ve zkumavce asepticky napipetujeme 100 μl připravené bakteriální kultury a 100 μl příslušného ředění fágového lyzátu, promícháme mírným protřepáním a obsah zkumavky vylijeme na Petriho misku s 1,5% MPA. Pohybem misky rozvrstvíme měkký agar po celé ploše a necháme zatuhnout. Misky umístíme přes noc dnem vzhůru do termostatu nastaveného na 37 °C. Další den spočítáme plaky na jednotlivých miskách a vypočítáme hodnotu PFU/ml pro zásobní fágový lyzát podle vzorce:
{\displaystyle PFU/ml={\frac {10N}{d}},}
kde N je počet plak na misce a d je hodnota ředění fágového lyzátu. Násobení deseti je zde z toho důvodu, že pro stanovení titru pipetujeme 100 μl příslušného ředění lyzátu, ale výsledkem vzorečku je počet plak v 1 ml fágového lyzátu.